# Topcoder
Topcoder är en kommersiell internetsajt vars affärsmodell bygger på crowdsourcing.   Mjukvara utvecklas genom onlineturneringar där utvecklare tävlar om att skriva mjukvarumoduler för sina över 40 kunder. År 2013 hade sajten 445 000 medlemmar. Samma år köptes sajten av Appirio, som 2016 köptes upp av Wipro.